# Trilogie: Après la vie – Nach dem Leben
Trilogie: Après la vie – Nach dem Leben (Alternativtitel: Après la vie – Nach dem Leben, Nach dem Leben, Trilogie der Leidenschaften – Nach dem Leben; Originaltitel: Après la vie) ist ein französisch-belgisches Filmdrama aus dem Jahr 2002. Regie führte Lucas Belvaux, der auch das Drehbuch schrieb. Es handelt sich nach Cavale – Auf der Flucht und Trilogie: Un couple épatant – Ein tolles Paar um den dritten Film von Belvaux’ Trilogie der Leidenschaften.

## Handlung
Die in Grenoble lebende, seit Jahren drogenabhängige Lehrerin Agnès Manise verheimlicht ihre Sucht vor ihrem Umfeld. Sie ist mit Pascal verheiratet, einem Polizisten, der ihr die Drogen besorgt. Pascals Kontaktmann fordert, dass der Polizist den aus einer Haftanstalt entflohenen Bruno Le Roux findet und tötet. Pascal lehnt es ab, worauf die Lieferungen eingestellt werden.
Zufällig lernt Agnès später Le Roux kennen, der den Drogenhändler zu töten versucht. Sie freundet sich mit ihm an.

## Kritiken
Jamie Russell schrieb am 30. November 2003 für die BBC, der Film sei eine reichhaltige und überzeugende Arbeit. Er vertiefe sich in die Psychologie seiner Charaktere, vor allem jene von Pascal Manise, der Gleichgewicht zwischen der Polizeiarbeit, den illegalen Machenschaften und der Liebe zu seiner Frau wahre. Der Film sei mit den beiden anderen Filmen der Trilogie verbunden, die man in beliebiger Reihenfolge sehen könne.
Desson Thomson schrieb in der Washington Post vom 18. Juni 2004, der Film sei ein nüchternes Melodrama, welches an Werke Fassbinders erinnere. Er zeige dieselben Charaktere wie die beiden anderen Filme der Trilogie, die Perspektive ändert sich jedoch jedes Mal – wie auch das Genre.
Das Lexikon des internationalen Films schrieb, der Film sei „ein subtiles Melodram um Liebe, Sucht und Moral, konzipiert teils als psychologisches Kammerspiel, teils als Krimi, in dem vieles nur angedeutet wird“.

## Auszeichnungen
Der Film erhielt im Jahr 2004 für den Schnitt den César. Lucas Belvaux wurde sowohl als Regisseur wie auch als Drehbuchautor für den César nominiert. In beiden Kategorien gewann er 2005 den Chlotrudis Award, den der Film außerdem für die Besetzung und als Bester Film erhielt.
Lucas Belvaux erhielt im Jahr 2003 den Louis-Delluc-Preis und wurde für die Goldene Ähre des Valladolid International Film Festivals nominiert. Im Jahr 2004 erhielt er als Regisseur den Étoile d’Or; außerdem erhielt er 2004 den Preis des Syndicat Français de la Critique de Cinéma als bester französischer Film und wurde für den belgischen Joseph-Plateau-Preis nominiert.

## Hintergründe
Die Weltpremiere fand am 12. September 2002 auf dem Toronto International Film Festival statt. Am 6. Oktober 2002 wurde der Film auf dem Chicago International Film Festival gezeigt, dem einige weitere Filmfestivals folgten. Er spielte in den ausgewählten Kinos der USA ca. 39 Tsd. US-Dollar ein.